# Érika Olivera

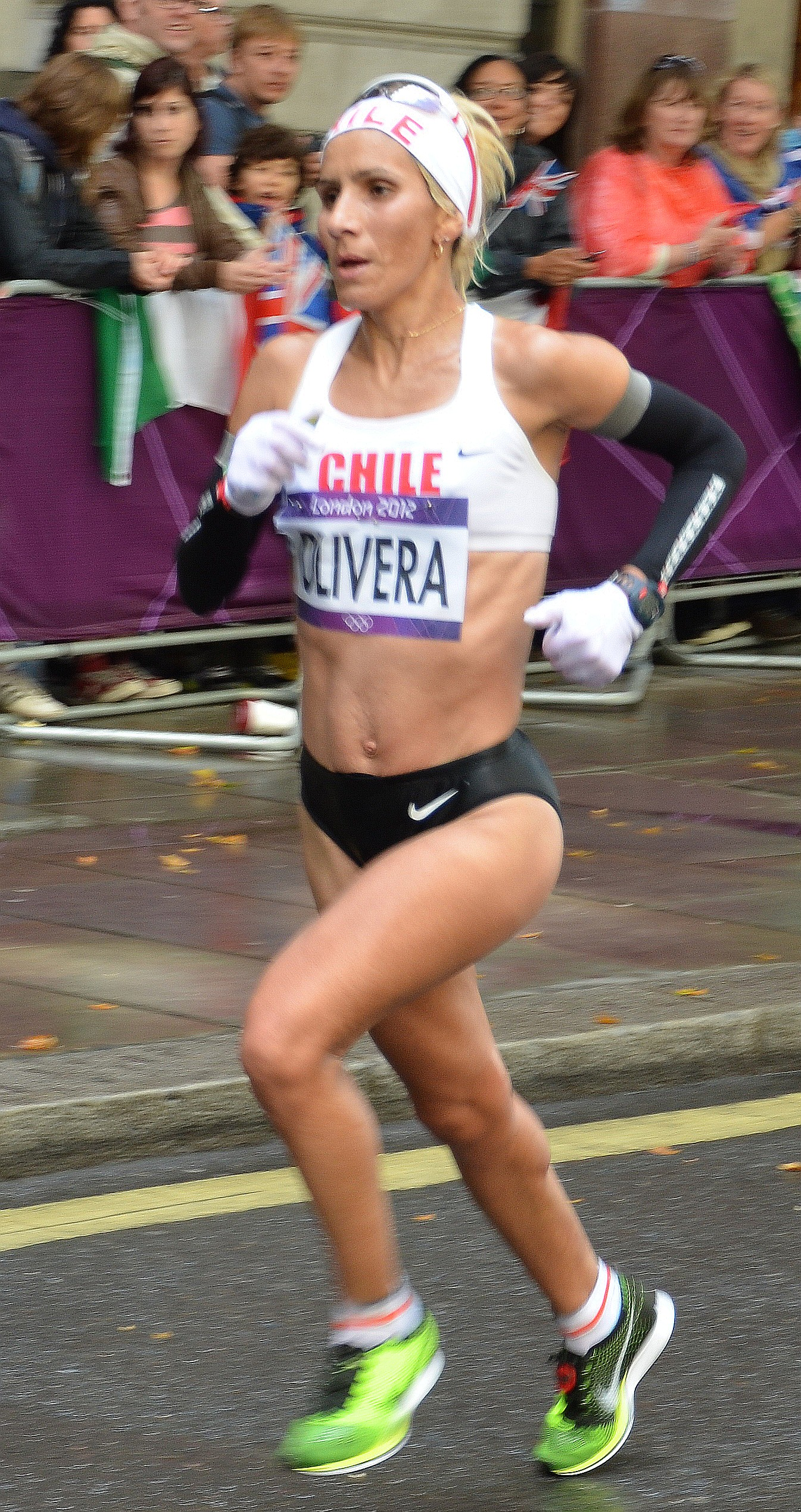
Érika Olivera bei den Olympischen Spielen 2012

Érika Alejandra Olivera de la Fuente (* 4. Januar 1976 in Quinta Normal) ist eine chilenische Langstreckenläuferin.
1994 siegte sie bei den Südamerikaspielen in Valencia über 3000 und 10.000 Meter.
1996 qualifizierte sie sich durch einen Sieg beim Santiago-Marathon für die Olympischen Spiele in Atlanta, bei denen sie auf dem 37. Platz einlief. Im Jahr darauf gewann jeweils Silber über 5000 und 10.000 Meter bei den Leichtathletik-Südamerikameisterschaften 1997 in Mar del Plata und verteidigte sie ihren Titel in Santiago.
1999 wurde sie Fünfte beim Rotterdam-Marathon, holte bei den Südamerikameisterschaften in Bogotá Bronze über 5000 Meter und Silber über 10.000 Meter und siegte beim Marathon der Panamerikanischen Spiele in Winnipeg.
2000 wurde sie nach einem weiteren Sieg beim Santiago-Marathon für die Olympischen Spiele in Sydney nominiert, bei denen sie Rang 27 belegte.
2002 siegte sie beim Lider Santiago Maratón auf zu kurzer Strecke und wurde jeweils Dritte beim São-Paulo-Marathon und beim Reims-Marathon. Bei den Südamerikameisterschaften 2003 in Barquisimeto errang sie jeweils Silber über 5000 und 10.000 Meter, beim Marathon der Panamerikanischen Spiele 2003 in Santo Domingo Bronze.
2004 folgte einem zweiten Sieg beim Lider Santiago Maratón die dritte Olympiateilnahme bei den Spielen in Athen, bei denen sie den 58. Platz belegte.
2006 gewann sie den Maratón Santiago Oriente, 2007 und 2009 erneut den Santiago-Marathon. 2011 wurde sie Dritte in Santiago und Fünfte beim Marathon der Panamerikanischen Spiele in Guadalajara. 2012 wurde sie Vierte in Santiago, kam beim Marathon der Olympischen Spiele in London auf Rang 68 und gewann den Costa Pacifico Maratón.
2013 wurde sie Sechste in Santiago.
1996 wurde sie iberoamerikanische Meisterin über 5000 Meter, 2000 über 10.000 Meter und 2002 Vizemeisterin im 3000-Meter-Hindernislauf. 1999 holte sie bei der Südamerika-Meisterschaft im Crosslauf den Titel auf der Kurz- und auf der Langstrecke. 2000 und 2004 wurde sie nationale Meisterin über 10.000 Meter, 2006 über 3000 Meter.

## Persönliche Bestzeiten
- 3000 m: 9:21,73 min, 1. Mai 1999, Santiago de Chile
- 5000 m: 15:51,45 min, 20. Mai 2000, Rio de Janeiro (chilenischer Rekord)
- 10.000 m: 33:23,12 min, 30. November 1996, Concepción (chilenischer Rekord)
- Halbmarathon: 1:11:54 h, 10. September 2000, Santiago de Chile (chilenischer Rekord)
- Marathon: 2:32:23 h, 18. April 1999, Rotterdam (chilenischer Rekord)
- 3000 m Hindernis: 10:48,75 min, 11. Mai 2002, Guatemala-Stadt (ehemaliger chilenischer Rekord)